# Chapel Hill (Tennessee)
Chapel Hill és una població dels Estats Units a l'estat de Tennessee. Segons el cens del 2000 tenia 943 habitants.

## Demografia
Segons el cens del 2000, Chapel Hill tenia 943 habitants, 396 habitatges, i 277 famílies. La densitat de població era de 265,8 habitants/km².
Dels 396 habitatges en un 30,8% hi vivien nens de menys de 18 anys, en un 55,3% hi vivien parelles casades, en un 10,9% dones solteres, i en un 29,8% no eren unitats familiars. En el 27,3% dels habitatges hi vivien persones soles el 14,9% de les quals corresponia a persones de 65 anys o més que vivien soles. El nombre mitjà de persones vivint en cada habitatge era de 2,38 i el nombre mitjà de persones que vivien en cada família era de 2,88.
Per edats la població es repartia de la següent manera: un 23,2% tenia menys de 18 anys, un 8,6% entre 18 i 24, un 25,5% entre 25 i 44, un 24,5% de 45 a 60 i un 18,2% 65 anys o més.
L'edat mediana era de 41 anys. Per cada 100 dones de 18 o més anys hi havia 84,2 homes.
La renda mediana per habitatge era de 38.173$ i la renda mediana per família de 45.521$. Els homes tenien una renda mediana de 36.000$ mentre que les dones 24.286$. La renda per capita de la població era de 18.283$. Entorn del 4,6% de les famílies i el 8,1% de la població estaven per davall del llindar de pobresa.

## Poblacions més properes
El següent diagrama mostra les poblacions més properes.